# Nippes (Kunsthandwerk)

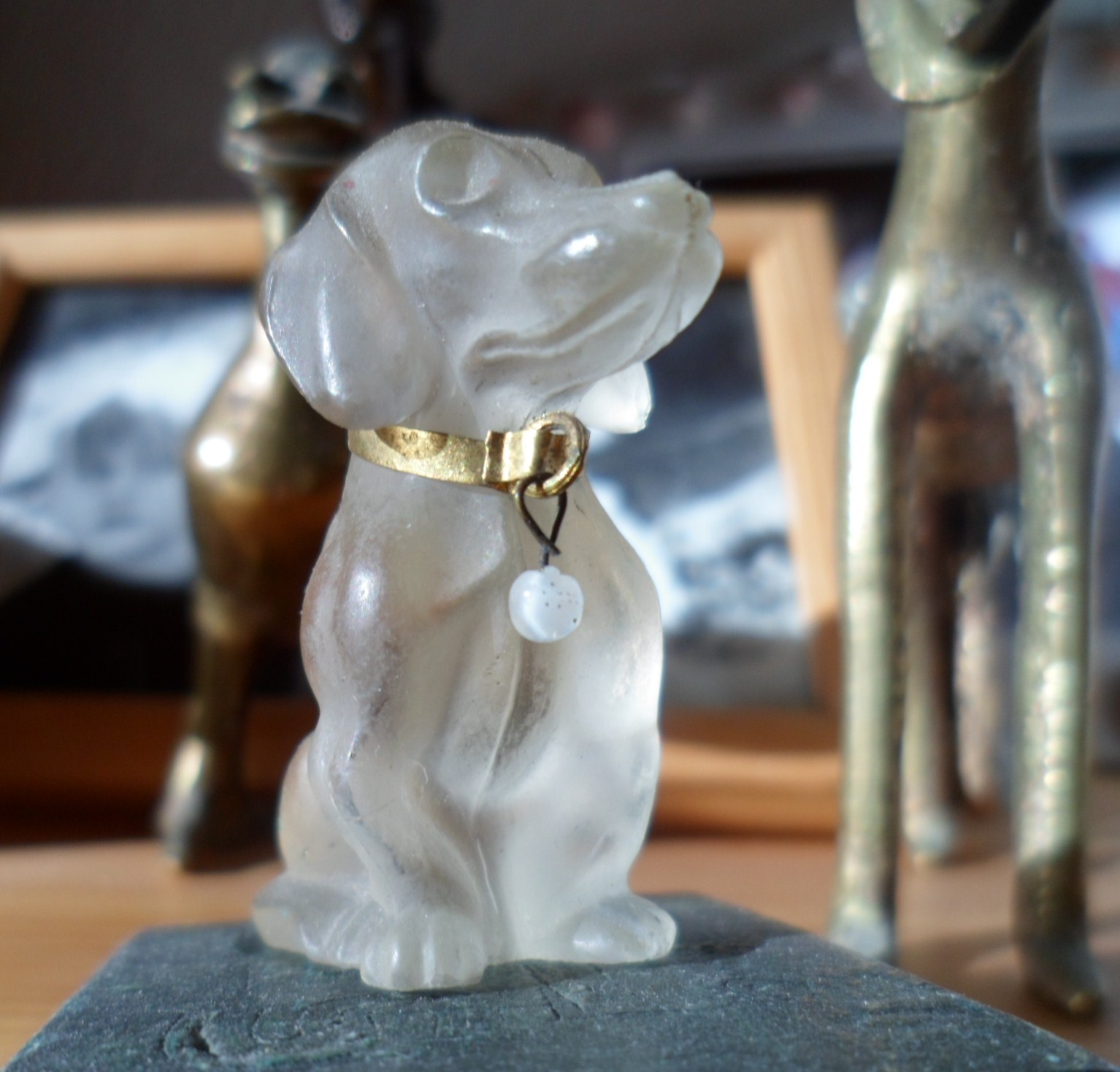
Eine Nippes-Figur

Unter dem Begriff Nippes (französisch für Kleidungsstücke, im Singular steht das französisch nippe für ‚Beiwerk‘, ‚Zierrat‘), auch Nippsachen, werden kleine dekorative Kunstgegenstände von oft minderer Qualität subsumiert, die beispielsweise „als Zimmerschmuck zum Aufstellen auf sogenannten Nipptischchen“ dienen. Beispiele für Nippes sind Putten- bzw. Engelsfigürchen aus Porzellan oder kleine Vasen ohne praktische Funktion.